# Walter Gross (Mediziner, 1878)
Walter Gross (* 12. Januar 1878 in Waldkirch; † 14. September 1933 in Münster) war ein deutscher Pathologe.

## Leben
Walter Gross’ Vater war Fabrikdirektor. Er selbst besuchte die Gymnasien in Freiburg i.Br. und Augsburg. 1896 leistete er den freiwilligen Militärdienst ab, ab 1897 studierte er dann Medizin an den Universitäten Lausanne, Berlin und Heidelberg. Von 1902 bis 1903 war er Assistent am Pathologischen Institut der Universität Heidelberg und war für einen Studienaufenthalt in St. Petersburg, bevor er 1903 sein Staatsexamen an der Universität Heidelberg ablegte. Anschließend arbeitete er als Assistent an der Kinderklinik in Heidelberg und setzte seinen freiwilligen Militärdienst fort. 1904 wurde er in Heidelberg promoviert. Es folgten weitere Studienaufenthalte in St. Petersburg und München, bevor er 1908 Assistent am Pathologischen Institut der Universität Heidelberg wurde. Nach der Habilitation 1911 wurde er Privatdozent für gerichtliche Medizin in Heidelberg.
Im Ersten Weltkrieg leistete Walter Gross von 1914 bis 1917 Kriegsdienst in verschiedenen Reservelazaretten. 1917 wurde er dann außerordentlicher Professor an der Universität Heidelberg. 1918 lehrte er an der Landesuniversität Dorpat. 1921 hielt er Gastvorlesungen an der Universität Tartu. Im selben Jahr ernannte man ihn zum ordentlichen Professor und Direktor des Pathologischen Instituts der Universität Greifswald, wo er bis 1924 blieb, bevor er die Leitung des Pathologischen Instituts der Universität Münster übernahm. Von 1926 bis 1927 war er Dekan der Medizinischen Fakultät der Universität Münster.
Nach der sog. „Machtergreifung“ der Nationalsozialisten 1933 wurde Gross Opfer einer Verleumdungskampagne durch seine beiden Assistenten Erich Benecke und Wilhelm Klostermeyer (* 1908), die beide NSDAP-Mitglieder waren. Gross nahm sich am 14. September 1933 mit Zyankali das Leben.

## Veröffentlichungen (Auswahl)
- Ein Fall von Agenesie der linken Lunge. In: Beiträge zur pathologischen Anatomie und zur allgemeinen Pathologie. Bd. 37 (1904), S. 487–501 (zugl.: Diss.).
- Experimentelle Untersuchungen über den Zusammenhang zwischen histologischen Veränderungen und Funktionsstörungen der Nieren. In: Beiträge zur pathologischen Anatomie und zur allgemeinen Pathologie. Bd. 51 (1911), S. 528–575 (zugl. Habil.).